# Åke Hjalmarsson
Åke Robert Hjalmarsson (Kinnarumma, 26 luglio 1922 – 22 dicembre 1999) è stato un calciatore svedese, di ruolo centrocampista.

## Carriera
Giocò per due anni in Serie A con il Torino e per quattro anni in Division 1 con Nizza, Lione e Troyes.

## Palmarès

### Club

#### Competizioni nazionali
- Campionato francese: 1

Nizza: 1950-1951
- 1. deild karla: 1

FH Hafnarfjörður: 1960